# Rechtscontinue functie

Functie is in rechtscontinu.

Een functie {\displaystyle f:\mathbb {R} \to \mathbb {R} } heet rechtscontinu in het punt {\displaystyle x_{0}} als:
{\displaystyle \lim _{x\downarrow x_{0}}f(x)=f(x_{0})}
Dat betekent dat de rechterlimiet in het punt {\displaystyle x_{0}} bestaat en gelijk is aan de functiewaarde {\displaystyle f(x_{0})}.
Een functie die in een punt continu is, is daar ook rechtscontinu. Een functie, die in een punt {\displaystyle x_{0}} rechtscontinu is, is daar ook half-continu. Dat kan half-continu van boven of van beneden zijn. Een linkscontinue functie wordt op dezelfde manier gedefinieerd en is in {\displaystyle x_{0}} ook half-continu. Het gaat er bij het verschil om dat een functie {\displaystyle f} in het punt rechts- of linkscontinu is, waar {\displaystyle f} van waarde verspringt.